# Casa Farnsworth
La Casa Farnsworth és un habitatge dissenyat i construït per Ludwig Mies van der Rohe entre 1945 i 1951.
És una casa de cap de setmana, d'una habitació, en el que en aquella època era una zona rural. Està situada a 89 km del sud-oest del centre de la ciutat de Chicago, en una finca de 24 hectàrees al costat del riu Fox, al sud de la ciutat de Plano, Illinois. La casa de metall i vidre va ser encarregada per la doctora Edith Farnsworth, una prominent especialista en nefrologia, com un lloc on poder dedicar temps a les seves aficions: tocar el violí, traduir poesia, i gaudir de la natura.
Mies va crear una estructura de 140 m² que es àmpliament reconeguda com un exemple de l'estil Internacional d'arquitectura. L'any 2006, l'edifici va ser designat com National Historic Landmark després de ser afegit al Llista Nacional d'Edificis Històrics el 2004. Actualment, la casa té la funció de museu i està gestionada pel grup de preservació històrica National Trust for Historic Preservation.

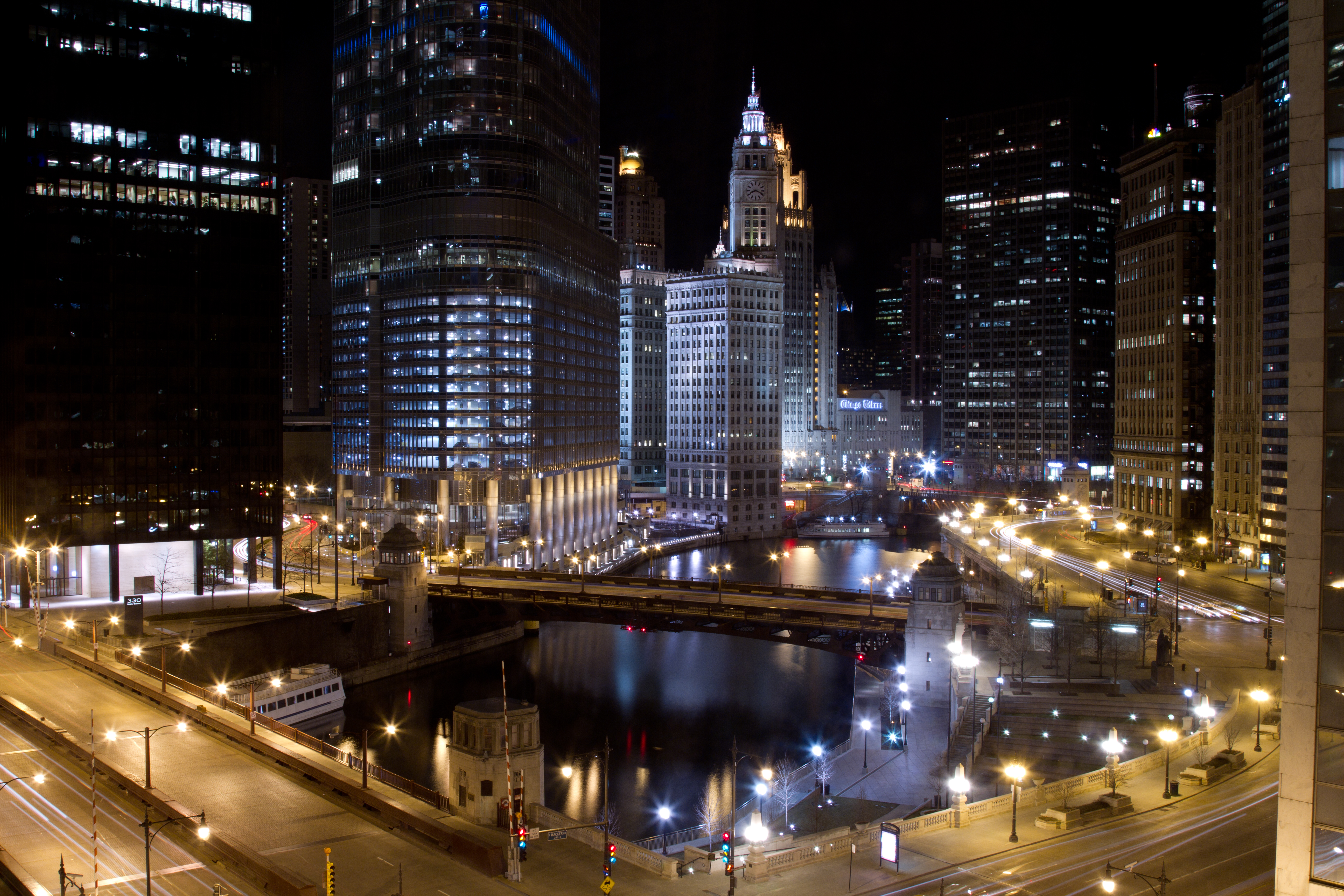
Ciutat d'Illinois a la nit

A la celebració de la Illinois Bicentennial de 2018, la Casa Farnsworth va ser seleccionada a la llista Illinois 200 Great Places pel American Institute of Architects. També va rebre el reconeixement de la revista de viatges USA Today, com un dels 25 llocs que s'han de visitar a Illinois.

## Història
Mies van der Rohe va rebre l'encàrrec de dissenyar una casa de cap de setmana per part de la doctora Edith Farnsworth durant un sopar el 1945. La clienta, que tenia un poder adquisitiu alt, volia fer un edifici de referència de l'arquitectura moderna, però cap al final de la construcció, va sorgir una disputa entre la clienta i l'arquitecte que va impedir que fos aquest qui finalitzés el treball.
La doctora Farnsworth li va comprar el terreny a l'editor del Chicago Tribune, Robert R. McCormick. Mies van der Rohe va desenvolupar el disseny a temps per a que fos inclòs a una exposició sobre la seva obra al MOMA el 1947. Després de completar el disseny, el projecte va quedar a l'espera d'una herència per part d'una tia, que estava malalta, de la Dr. Farnsworth. Mies van der Rohe va actuar com a contractista i com a arquitecte a la vegada. La feina va començar el 1950 i es va finalitzar en gran part el 1951. Era l'encàrrec ideal per a qualsevol arquitecte, però es va veure arruïnat per una disputa que va tenir molta difusió entre la doctora i l'arquitecte cap al final de la construcció. El cost total de la casa va ser de 74.000 $ (equivalent a 648.000 $ del 2012), hi va haver un sobrecost de 15.600 $ afegit al pressupost aprovat de 58.400 $, a causa de l'increment de preus dels materials com a resultat de l'especulació amb les matèries primeres (en previsió a la demanda que hi hauria per la Guerra de Corea). Cap al final de la construcció, Mies va interposar una demana per la falta de pagament de 28.173 $ en concepte de despeses de construcció. Després d'això, la propietària va interposar una contra demanda per danys al·legant mala pràctica. Els advocats de l'arquitecte van demostrar que la doctora havia aprovat l'increment de pressupost, i el jutjat va ordenar el pagament de les factures. L'acusació de mala pràctica per part de Farnsworth va ser desestimada per no tenir fonaments. Va ser una victòria amarga per a Mies van der Rohe, considerant la mala publicitat que li va generar.
El resultat del conflicte entre l'arquitecte i la clienta va donar com a resultat una casa sense acabar i un interior sense mobles. La construcció d'un armari de teca i del sistema de pantalles amb marc de bronze per tancar el porxo van ser completats amb els dissenys de Mies pel seu antic empleat, William Dunla, amb l'ajuda d'un treballador d'un molí local que mediava entre ells. L'arquitecte no es va comunicar mai més amb l'Edith, ni va parlar públicament de la seva suposada relació. L'Edith va continuar utilitzant la casa com a lloc de retir de cap de setmana durant els següents 21 anys, sovint acollint a arquitectes de renom per visitar l'obra de l'arquitecte amb reputació mundial.

## Expropiació i venta
L'any 1968, el departament de carreteres local va decidir expropiar 0,81 hectàrees adjacents a la propietat per a la construcció d'un pont elevat sobre el riu Fox, envaint d'aquesta manera la configuració del disseny original. La Dra. Farnsworth va interposar una demanda per aturar el projecte, però va perdre el cas. Va vendre la casa el 1972 i es va retirar a la seva vila a Itàlia.
El 1972, la casa va ser comprada pel britànic Peter Palumbo, magnat immobiliari, col·leccionista d'art i aficionat a l'arquitectura. Va treure els marcs de bronze del porxo, va afegir aire condicionat, va fer una feina de paisatgisme extensa, incloent escultures de la seva col·lecció, amb obres d'Andry Goldsworthy, Anthony Caro i Richard Serra. En aquell moment, la casa estava moblada amb mobles dissenyats per Mies el 1930, pero que havien estat fabricats més tard per la companyia Knoll. També hi havia dissenys del net de Mies, Dirk Lohan, que era un arquitecte de Chicago contractat específicament per la casa.
El 2001, Palumbo va arribar a un acord amb l'estat d'Illinois, que va acceptar comprar la casa per 7 millions de dòlars i obrir-la al públic a temps complet, però els funcionaris estatals es van retirar de l'acord a principis de 2003, al·legant que 7 milions de dòlars era una quantitat massa elevada per gastar en un moment de crisi financera.
Després de tenir la propietat durant 31 anys, Palumbo va retirar les obres d'art i va posar la casa en venda l'any 2003, plantejant grans interrogants sobre el futur de l'edifici. Persones de tot el món, incloent-hi els Amics de la Farnsworth House, van recaptar fons per mantenir la casa al seu lloc original. Amb el suport financer, la National Trust for Historic Preservation i la Landmarks Illinois van poder comprar la casa el desembre de 2003 per 7,5 milions de dòlars. Actualment la Casa Farnsworth està oberta al públic com a museu, amb visites guiades oranitzades per la National Trust. La casa forma part de la llista de National Historic Landmark, creada pel Departament d'Interior dels Estats Units.

## Configuració
Les característiques de la casa salten a la vista. L'ús extensiu de vidre transparent del terra fins al sostre obre l'interior a l'entorn natural d'una manera extrema. Dues lloses donen forma al sostre i a terra, englobant al seu interior l'espai obert de l'habitatge. Les vores de les lloses estan definides per elements estructurals d'acer a la vista, pintats de blanc pur. La casa està elevada 1,60 m del terra per vuit columnes amples d'acer, que s'uneixen al costat de les lloses del sostre i el terra. Els extrems de les lloses s'estenen més enllà dels suports de les columnes, creant voladissos. Una tercera llosa flotant, una terrassa annexa, actua com a transició entre la sala d'estar i el terra. L'accés a la casa està format per dos conjunts d'escales amples que uneixen el terra amb la terrassa i després amb el porxo.
Mies va descobrir que els grans salons d'exposicions de principi de segle tenien molt en comú amb la seva visió de l'era industrial. Així que va aplicar el concepte d'un espai sense obstacles que fos flexible perquè la gent el pogués fer servir. L'interior sembla estar format per una sola habitació, al final l'espai disminueix i flueix al voltant de dos blocs de fusta; un és un armari i l'altre conté la cuina, un lavabo i una xemeneia. El nucli que conté la xemeneia i la cuina sembla una casa diferent niada dins d'una més gran de vidre. L'edifici és, en essència, una gran sala plena d'elements que proporcionen diferenciacions subtils dins de l'espai obert, zones implícites, però no dictades per a dormir, cuinar, vestir-se, menjar o seure. Les zones més privades com el lavabo o habitacions d'equipament mecànic estan integrades als mòduls. Recentment el Museu d'Art Modern ha fet públic uns dibuixos que indiquen que l'arquitecte havia proporcionat detalls al sostre que permetien afegir un sistema de cortines que permetia separacions de privacitat per a convertir l'espai obert en tres "habitacions".
Mies va aplicar aquest concepte d'espai, amb variacions, en els seus edificis posteriors, més notablement a l'edifici Crown Hall, la seva peça mestra al campus de l'Illinois Institute of Technology. La idea d'una sola habitació que es pot fer lliurement o ser delimitada de qualsevol manera, amb la flexibilitat d'admentre diferents usos, lliure de suports interiors, encaixada en vidre i amb un suport mínim que es troba a l'exterior és l'ideal arquitectònic que defineix la trajectories de Mies a Amèrica. La Casa Farnsworth és la primera representació d'aquest ideal, un prototip de la seva visió de l'arquitectura moderna en una era tecnològica.

## L'arquitectura com l'expressió de l'era

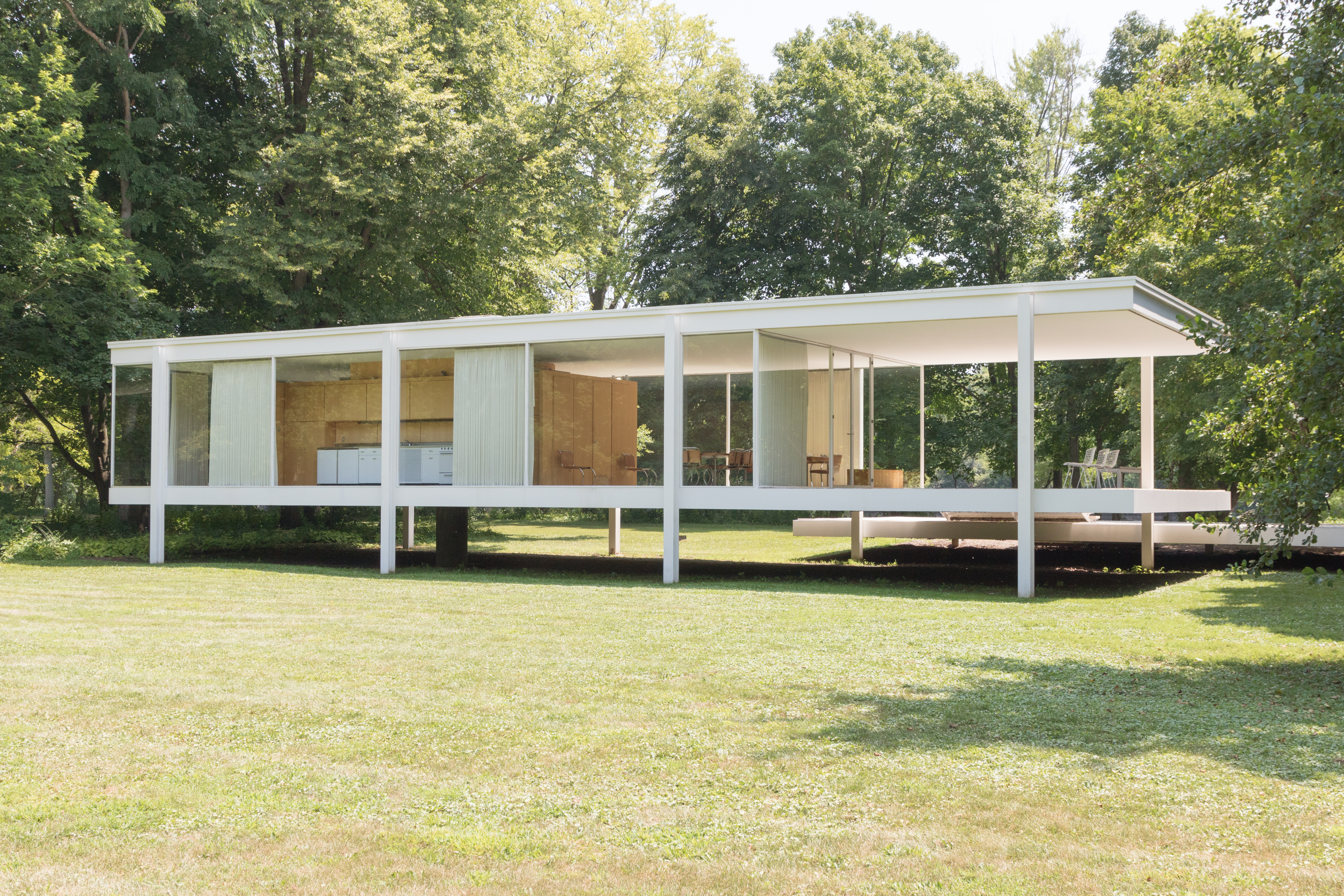
Façana de la Casa Farsnworth

La Casa Farnsworth aborda qüestions bàsiques sobre la relació de l'individu amb la societat. Mies veia l'era moderna impulsada per la tecnologia com una era on l'individu existia més enllà del control sobre ell mateix. Però també creia que l'individu pot i ha d'existir en armonia amb la cultura del seu temps per una realització amb èxit. La seva carrera va ser una llarga i pacient cerca d'una arquitectura que havia de ser una expressió veritable de l'ànima de la seva època. Ell percebia la nostra època com una era de producció industrial massiva, una civilització modelada per les forces d'un ràpid desenvolupament tecnològic. Mies volia fer servir l'arquitectura com a eina per a conciliar l'esperit individual amb la nova societat en massa en la qual l'individu existeix.

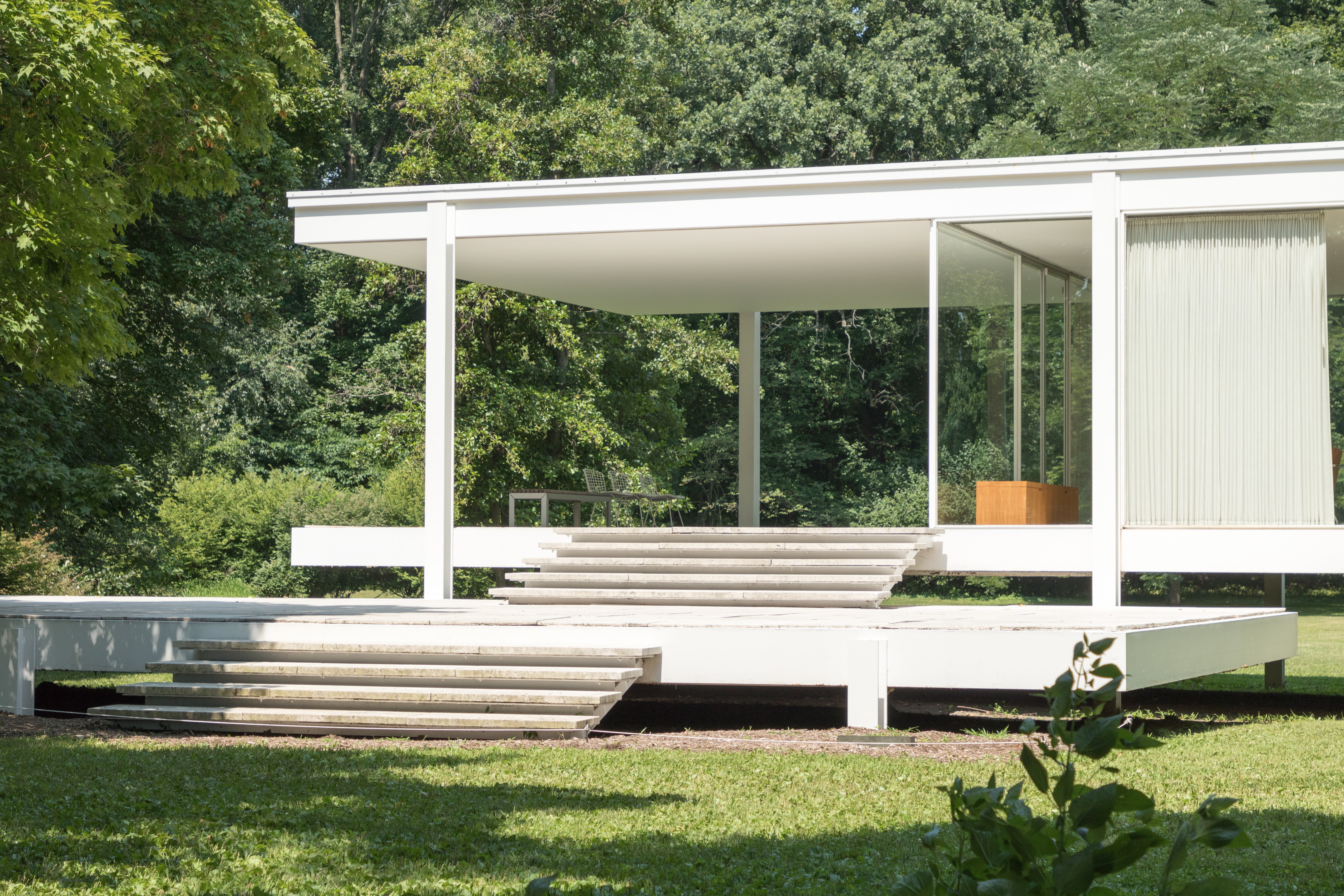
Detall de les escales de la Casa Farnsworth

La seva resposta a aquesta qüestió va ser acceptar la necessitat d'un marc ordenat segons la seva necessitat, sense prescindir d'un espai on sigui possible que floreixi la llibertat que necessita l'esperit humà de manera individual. Va crear edificis amb espais oberts i estructures mínimes fent servir columnes estructurals. Ell no creia en l'ús de l'arquitectura per a fer enginyeria del comportament humà, com si van fer molts altres arquitectes de l'època, però el seu treball si representa ideals i aspiracions. El seu treball més madur és una expressió física de la seva comprensió de l'època moderna. Proporciona als ocupants dels seus edificis un espai flexible i sense obstacles en el que poden realitzar-se com a individus, malgrat la seva condició d'anònims en la cultura de l'industria moderna. Els materials dels seus edificis eren productes manufacturats industrials, com ara l'acer laminat i el vidre laminat, representants del caràcter de la era moderna, però ell els contrarrestava amb luxes tradicionals com el travertí romà o fusta exótica, que també considerava vàlids per a la vida moderna. Mies va acceptar els problemes de la societat industral com a fets amb els que s'havia de tractar, i va oferir la seva visió idealitzada de com es pot aportar bellesa a la tecnologia i donar suport a l'individu. Des del seu punt de vista, els desavantatges de la tecnologia denunciats per crítics de finals del segle xix, com John Ruskin, es poden resoldre amb creativitat humana, i ens ho demostra en l'arquitectura d'aquesta casa.
Tornar a connectar a l'individu amb la natura és un dels grans reptes d'una societat urbanitzada. L'emplaçament rural de 24 hectàrees li va oferir a Mies l'oportunitat de posar en primer pla la relació humana amb la natura. Aquí destaca la connexió de l'individu amb la natura a través d'un refugi sintètic. Mies va dir: "Hauriem d'intentar portar la natura, les cases i a l'esser humà a una unitat superior". Les parets de vidre i l'espai interior obert són les característiques que creen una connexió intensa amb l'exterior, mentre que al proporcionar un marc es redueixen al mínim les parets exteriors opaques. El disseny cuidat de l'edifici i la integració amb l'exterior representen l'esforç per a aconseguir una arquitectura unida al seu entorn natural.
Mies va concebre l'edifici com un refugi arquitectònic interior-exterior, simultàniament independent i entrellaçat amb el domini de la natura. No va construir a la part alta de la finca, lliure de riuades, si no que va construir directament sobre terreny inundable, al costat del límit del riu. Philip Johnson es va referir a aquesta classe d'experiència de la natura com a "perill segur". L'espai tancat i un porxo protegit s'eleven cinc peus sobre una plataforma elevada, lleugerament per sobre del nivell d'inundació dels últims 100 anys, amb una gran terrassa a nivell intermedi.
La casa te una personalitat clarament independent, però també evoca sentiments forts de connexió amb la natura. Els nivells de la plataforma reafirmen els diversos nivells de la construcció, d'una manera molt semblant als balcons horitzontals i les roques que podem trobar a la Casa de la Cascada de Frank Lloyd Wright.
La casa està anclada al terreny sota l'ombra d'un gran auró negre. Com acostumava a fer Mies, l'entrada es troba al costat asolletat, davant del riu, en comptes de a la part del carrer, revelant vistes de la casa des de diferents angles a mesura ens acostem a la porta principal. La forma cúbica allargada es paral·lela al fluxe del riu i la plataforma de la terrassa llisca amb el corrent en relació amb el porxo elevat i la plataforma viva. Els espais de vida a l'aire lliure van ser dissenyats per a ser extensions de l'espai interior, amb una terrassa oberta i un porxo amb mosquitera (actualment les pantalles s'han eliminat). Els elements sintètics sempre romanen clarament diferenciats de la natura per les seves formes geomètriques que destaquen per l'elecció del blanc com el seu color primari.

## Altres estructures

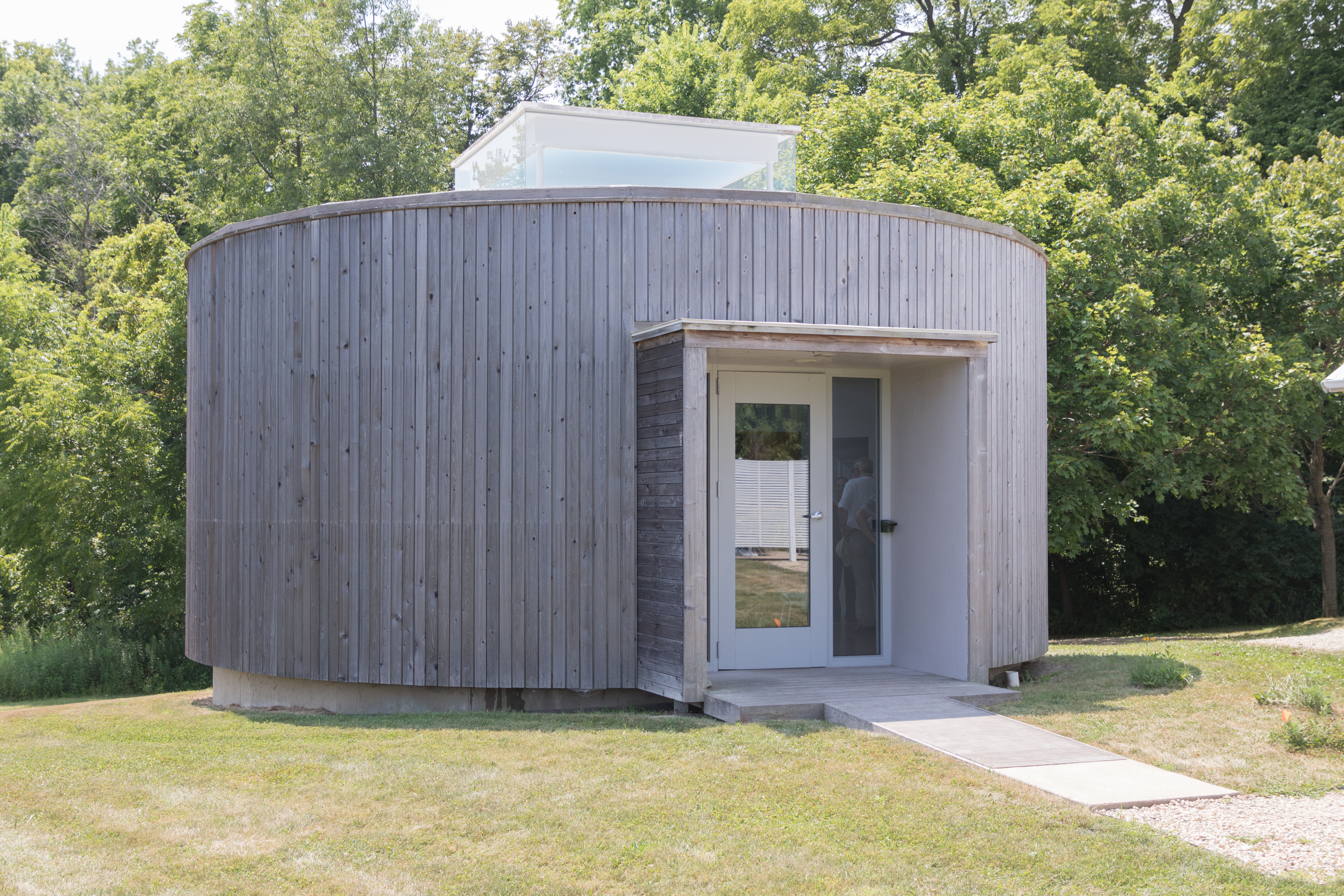
Galeria Barnsworth

Al 2011, l'Illinois Insitute of Technology, anava a construir un espai d'exposició permanent per a l'armari que Edith Farnsworth va encarregar per a la Casa Farnsworth. L'armari va patir grans desperfectes a les inundacions de 1996, 1997 i 2008, ja que les seves grans dimensions van fer que qualsevol intent d'evacuació fos costós i difícil. En un intent per protegir-lo, els cuidadors de la Casa Farnsworth van decidir exposar-lo de manera permanent a prop del centre de visites, que està molt per sobre del nivell d'inundació dels últims 500 anys. Sota la direcció del professor Frank Flury, els estudiants de l'Institute of Technology van dissenyar i construir la Galeria Barnsworth per albergar l'armari i servir com espai d'exposició.

## Crítiques i aclamacions
El disseny de l'edifici va rebre molts elogis a la premsa d'arquitectura, provocant l'arribada de moltes visites no convidades que van envair la propietat per a gaudir de l'edifici de Mies. La casa de cap de setmana es va convertir en un parallamps per a les publicacions antimodernes, exemplificada a l'edició d'abril de 1953 de la publicació House Beautiful, que la va descriure com a "un esforç d'inspiració comunista" per a substituir els estils tradicionals dels Estats Units. Les grans àrees de vidre, els sostres plans, la manca d'ornaments i la falta de calidesa i comoditats tradicionals van ser les característiques de l'estil internacional que van ser més atacats.
La baixa eficiència de la Casa Farnsworth també ha estat àmpliament discutida. La mateixa Farnsworth va expressar la seva consternació pel poc control de la temperatrua de la casa i la tendencia a atraure insectes quan s'il·lumina de nit.
De totes maneres, la Casa Farnsworth ha seguit rebent una gran aclamació com una obra mestre de l'estil modernista, i Mies va rebre la presidential Mendal of Freedom per a la seva contribució a l'arquitectura americana i a la seva cultura. El destacat arquitecte i crític, Philip Johnson, es va inspirar en el disseny, dissenyant i construint la seva propia Casa de Vidre, a New Canaan, Connecticut el 1947, com a residència personal. Al segle xxi, els crítics d'arquitectura guanyadors del Premi Pultizer, Paul Goldberger i Blair Kamin han declarat els dos que la casa es una obra mestra de l'arquitectura moderna. L'arquitectura atemporal de la casa es reflecteix per la reverent admiració mostrada per una nova generació de professionals i entusiastes del disseny.

## La casa a la cultura popular
Al 2016, la pel·lícula Batman vs Superman: L'alba de la justícia, es mostrava una casa inspirada en la Casa Farnsworth. La pel·lícula posterior Justice League també va mostrar la mateixa casa al trailer estrenat al 2017 a la Comin-Con de San Diego.
El gener de 2019, l'escriptor i director Richard Press i la distribuidora HanWay Films van anunciar el projecte de la pel·lícula de la Casa Farnsworth, protagonitzat per Maggie Gyllenhaal en el paper de Dr. Edith Farnsworth i Ralph Fiennes com a Ludwig Mies van der Rohe.